# Walther von Wartburg
Walther von Wartburg(-Boos) (* 18. Mai 1888 in Riedholz, Kanton Solothurn; † 15. August 1971 in Basel) war ein Schweizer Romanist und Sprachwissenschaftler. Sein Lebenswerk ist das vielbändige Französische Etymologische Wörterbuch (FEW).

## Leben und Werk
Er war das zehnte und jüngste Kind, sein Vater hieß Anton, Departmentssekretär, die Mutter war Maria Remund. Der Vater führte nebenbei eine kleine Landwirtschaft.
Nach Studien an den Universitäten Bern, Zürich, Florenz und an der Sorbonne in Paris promovierte er 1912 in Zürich mit der Doktorarbeit »Die Ausdrücke für die Fehler des Gesichtsorgans in den romanischen Sprachen und Dialekten. Eine semasiologische Untersuchung« und wurde 1921 Privatdozent in Bern. Nach einer Berufung nach Lausanne lehrte er von 1929 bis 1939 an der Universität Leipzig, wo er 1931 seine Antrittsvorlesung über das Ineinandergreifen von deskriptiver und historischer Sprachwissenschaft hielt. Von 1940 bis 1959 war er Professor für französische Sprachwissenschaft an der Universität Basel. Dazwischen baute er 1947 in Ostberlin an der Humboldt-Universität die Romanistik wieder auf, deren Bedeutung zur Bewahrung der westlichen Kulturtradition im Osten er hoch einschätzte.
Sein Lebenswerk ist das sehr umfangreiche Französische Etymologische Wörterbuch, ein Lexikon der Herkunft, der Geschichte und des Bedeutungswandels aller Wörter im französischen Sprachschatz, inklusive galloromanischer Sprachen wie z. B. dem Okzitanischen oder dem Frankoprovenzalischen.
Im Jahre 1943 unterstützte die Arbeitsgemeinschaft Pro Helvetia, ab 1952 der Schweizerische Nationalfonds das ambitiöse Projekt und mit dem Jahre 1993 auch das französische Centre National de la Recherche Scientifique. Das FEW wurde 2002 abgeschlossen und besteht aus 25 Bänden mit 160 Faszikel und über 17'000 Seiten. Die aktuelle Kurzausgabe ist der von Oscar Bloch neubearbeitete Dictionnaire étymologique de la langue française (1932/, Neuausgabe 2008, ISBN 978-2-13-056621-2).
Von 1962 bis 1965 war er Präsident der internationalen Société de Linguistique Romane.
Walther von Wartburg war Ehrendoktor der Universitäten Lausanne und Leeds. 1963 wurde er in den deutschen Orden Pour le mérite für Wissenschaft und Künste aufgenommen. Seit 1954 war er auswärtiges Mitglied der Königlich Niederländischen Akademie der Wissenschaften und seit 1964 der Académie des Inscriptions et Belles-Lettres. 1965 wurde er zum korrespondierenden Mitglied der British Academy gewählt.
1912, nach anderen Angaben am 1. Februar 1913, hatte er seine Frau geheiratet, Ida von Wartburg-Boos (1887–1963). Ida Emma Thea wurde in Zürich geboren. Sie war die Tochter des Flörsheimer Lehrers Johann Kraft (Eduard) Boos (1855–1928) aus Weilbach in Hessen stammend, und der Emma Jegher (1857–1932), die in Triest aufgewachsen war und später eine angesehene Frauenrechtlerin wurde. Ida und Walther hatten zwei Töchter und zwei Söhne, ihr Sohn Wolfgang war ebenfalls Geisteswissenschaftler. Ida war Ärztin, sie eröffnete 1916 am Zeltweg in Zürich eine Praxis für Frauenkrankheiten. Sie starb am 09.12.1963 in Basel. Die große Sprachbegabung von Ida von Wartburg-Boos zeigte sich in ihrer Übersetzung der Göttlichen Komödie von Dante, die sie für ihren Gatten erarbeitete, um sie ihm für seine Vorlesungen zur Verfügung zu stellen.

## Arbeit am FEW
Zu Beginn der Arbeit am FEW waren Wartburgs Frau und Schwiegermutter seine einzigen Assistenten. Sie halfen ihm dabei, den Inhalt von über 1000 Mundartwörterbüchern auf Zettel zu übertragen. Über die spätere Zeit schrieb der Romanist Kurt Baldinger:

«Wartburgs Haus auf dem Bruderholz bei Basel wurde ein Forschungszentrum von internationaler Ausstrahlung. Wartburg selbst schlief in einem kleinen Raum, der eher einer Mönchszelle glich und nur riesige Zettelkästen mit weit über einer Million Zetteln und ein kärgliches Bett enthielt.»

## Werke

### Monographien
- Die Ausdrücke für die Fehler des Gesichtsorgans in den romanischen Sprachen und Dialekten. Eine semasiologische Untersuchung. Doktorarbeit Zürich. Revue de dialectologie romane 3 (1911) und 4 (1912); Neudruck in einem Band: Soc. Intern. de Dialectologie Romane, Hamburg 1912.
- Zur Benennung des Schafes in den romanischen Sprachen. Ein Beitrag zur Frage der provinziellen Differenzierung des spätern Lateins. Habilitationsschrift Bern. Akademie der Wissenschaften / G. Reimer, Berlin 1918.
- Französisches Etymologisches Wörterbuch. Eine Darstellung des galloromanischen Sprachschatzes. Bonn 1922–2002.
- Der Einfluß der germanischen Sprachen auf den französischen Wortschatz. Antrittsrede. Universität Leipzig. 1930.
- Das Ineinandergreifen von deskriptiver und historischer Sprachwissenschaft. Hirzel, Leipzig 1932.
- mit Oscar Bloch: Dictionnaire étymologique de la langue française. Presses Universitaires de France, Paris 1932.
- Évolution et structure de la langue française. A. Francke, Bern 1934.
  - spanisch: Evolución y estructura de la lengua francesa. Gredos, Madrid 1966.
- La posizione della lingua italiana nel mondo neolatino. Tre conferenze. H. Keller, Leipzig 1936.
- Bibliographie des dictionnaires patois galloromans. Droz, Genf 1934. Späteren Auflagen in Zusammenarbeit mit Hans-Erich Keller und Robert Geuljans; Ausgabe von 1969 neubetitelt: Bibliographie des dictionnaires patois galloromans (1550-1967).
- Die Entstehung der romanischen Völker. Max Niemeyer Verlag, Halle/Saale 1939.
  - französisch: Origines des peuples romans. Übersetzt von Claude Cuénot de Maupassant. Presses Universitaires de France, Paris 1941.
- Posizione della lingua italiana. G.C. Sansoni, Florenz 1940.
- Einführung in die Problematik und Methodik der Sprachwissenschaft. M. Niemeyer, Halle (Saale) 1943; 2. Auflage 1962 in Zusammenarbeit mit Stephan Ullmann.
  - französisch: Problèmes et méthodes de la linguistique. Übersetzt von Pierre Maillard. Presses Universitaires de France, Paris 1946.
  - spanisch: Problemas y métodos de la lingüística. Übersetzt von Dámaso Alonso und Emilio Lorenzo. Consejo Superior de Investigaciones Científicas, „Instituto Miguel de Cervantes“, Madrid 1951.
  - englisch: Problems and Methods in Linguistics. Blackwell, Oxford 1969.
  - italienisch: Problemi e metodi della linguistica. Il mulino, Bologna 1971.
- Raccolta di testi antichi italiani. A. Francke, Bern 1946.
- mit Paul Zumthor: Précis de syntaxe du français contemporain. A. Francke, Bern 1947.
- Die Ausgliederung der romanischen Sprachräume. A. Francke, Stuttgart 1950.
  - spanisch: La fragmentación linguística de la Romania. Editorial Gredos, Madrid 1952.
  - französisch: La fragmentation linguistique de la Romania. Durchges. u. erw. Auflage. Übersetzt von J. Allières u. G. Straka. Klincksiek, Paris 1967.
  - italienisch: La frammentazione linguistica della Romània. Übersetzt von Alberto Vàrvaro. Salerno Editrice, Rom 1980.
- mit R. Hallig: Begriffssystem als Grundlage für die Lexicographie. Versuch eines Ordnungsschemas. Akademie-Verlag, Berlin 1952; 2., neu berb. und erw. Aufl. 1963.

### Aufsätze
- Romanische Ortsnamen in der Schweiz bis 1913. In: Karl Vollmöller (Hrsg.): Romanischer Jahresbericht 13 (1915).
- mit Theodor Frings: Französisch und Fränkisch. In: Festschrift Karl Jaberg. Niemeyer, Halle an der Saale 1937. SS. 65–82. (Nachdruck: Sammelband Frings. Niemeyer, Tübingen 1951).
- The Localization of the Capitulare de Villis. Übersetzt von William Roach, in: Speculum 15,1 (1940).
- Umfang und Bedeutung der germanischen Siedlung in Nordgallien im 5. und 6. Jahrhundert im Spiegel der Sprache und der Ortsnamen. Akademie-Verlag, Berlin 1950. Heft 36 von Vorträge und Schriften (Deutsche Akademie der Wissenschaften zu Berlin).
- Die griechische Kolonisation in Südgallien und ihre sprachlichen Zeugen im Westromanischen. Hefte 1 und 2 von Zeitschrift für romanische Philologie, Band 68, Niemeyer, Tübingen 1953.

### Übersetzungen
- zusammen mit seiner Frau Ida: Dante Alighieri: Die Göttliche Komödie. Aus dem Italienischen übersetzt von Ida und Walther von Wartburg. Kommentiert von Walther von Wartburg. Mit 48 Illustrationen nach Holzschnitten von Gustave Doré. Manesse, Zürich 1963, ISBN 978-3-7175-1086-4. Neuauflage im Manesse Verlag in der Verlagsgruppe Random House GmbH, München 2018, ISBN 978-3-7175-2460-1[7]

### Aufsatzsammlungen und Bibliographie
- Walther von Wartburg: Von Sprache und Mensch. Gesammelte Aufsätze. Mit einer Bibliographie der Publikationen des Verfassers, zusammengestellt von Kurt Baldinger und Alfred Thierbach. Francke, Bern [1956].
- Hans-Erich Keller (Hrsg.): Etymologica. Walther von Wartburg zum siebzigsten Geburtstag, 18. Mai 1958. M. Niemeyer, Tübingen 1958.

### Studien zu Ehren
- Jean-Pierre Chambon, Georges Lüdi (Hrsgg.): Discours étymologiques. Actes du colloque international organisé à l’occasion du centenaire de la naissance de Walther von Wartburg, Bâle, Freiburg i. Br., Mulhouse, 16–18 mai 1988. Niemeyer, Tübingen 1991.